# Lefája
Lefája (románul: Lefaia) falu Romániában, Maros megyében.

## Története
Mezőkirályfalva község része. A trianoni békeszerződésig Kolozs vármegye Mezőörményesi járásához tartozott.

## Népessége
2002-ben 79 lakosa volt, ebből 79 román nemzetiségű.

## Vallások
A falu lakóinak többsége ortodox hitű.